# Предтеченский, Евгений Александрович
Евгений Александрович Предтеченский  (1860—1904) — русский астроном-любитель, журналист, переводчик и популяризатор астрономии.

## Биография
Родился в 1860 году в Казанской губернии.
Кандидатом окончил физико-математический факультет Казанского университета и был оставлен в нём для приготовления к профессорскому званию.
Им были переведены произведения К. Фламмариона; алгебра и аналитическая геометрия Тотгентера.
В серии «Жизнь замечательных людей» Павленкова были напечатаны написанные им биографии Галилея (1891; 1897) и Кеплера (1891).
Был членом Русского астрономического общества в Санкт-Петербурге и Французского астрономического общества в Париже.
Всю жизнь имел психическое заболевание, которое периодически усиливалось. Окончил жизнь в психиатрической больнице Св. Николая в Санкт-Петербурге 8 (21) января 1904 года.